# سارا غروين (ممثلة)
سارا غروين (بالإنجليزية: Sara Groen)‏ هي ممثلة أسترالية، ولدت في 6 مارس 1981.

## وصلات خارجية
- سارا غروين (ممثلة) على موقع IMDb (الإنجليزية)
- سارا غروين (ممثلة) على موقع قاعدة بيانات الفيلم (الإنجليزية)